# Mimi Walters
Pour les articles homonymes, voir Walters.
Mimi Walters, née Marian E. Krogius le 14 mai 1962 à Pasadena, est une femme politique américaine, représentante républicaine de Californie à la Chambre des représentants des États-Unis de 2015 à 2019.

## Biographie

### Carrière professionnelle et débuts en politique
Elle est diplômée de l'université de Californie à Los Angeles en 1984.
Elle entre au conseil municipal de Laguna Niguel en 1996. Elle devient maire de la ville en 2000. Elle siège à l'Assemblée de l'État de Californie de 2005 à 2008. Elle est élue au Sénat californien en 2008 dans le 37e district.
En 2010, elle tente de se faire élire trésorière de Californie. Elle affronte le démocrate Bill Lockyer. Elle est largement battue, réunissant 36,2 % des voix contre 56,5 % pour Lockyer. Elle est réélue au Sénat en 2012.

### Représentante des États-Unis
Lors des élections de 2014, Mimi Walters est candidate à la Chambre des représentants des États-Unis dans le 45e district de Californie, qui inclut une partie du comté d'Orange. Le représentant sortant, John Campbell (en), ne se représente pas après cinq mandats. Elle arrive en tête de la primaire avec environ 45 % des voix, devant le démocrate Drew Leavens (30 %) et le républicain Greg Raths (23 %). Elle est élue représentante avec 65,1 % des voix face à Leavens.
Candidate à sa réélection en 2016, elle arrive en tête de la primaire du 7 juin. Elle réunit 40,9 % des suffrages devant le démocrate Ron Varasteh (27,6 %), le républicain Greg Raths (19,2 %) et le démocrate Max Gouron (12,3 %). Elle remporte l'élection générale avec 17 points d'avance sur Varasteh, alors qu'Hillary Clinton remporte sa circonscription à la présidentielle.
En 2018, Mimi Walters doit faire face à l'impopularité de Donald Trump dans sa circonscription. Elle prend la première position de la primaire de juin avec 51,7 % des suffrages. En novembre, elle affronte la démocrate Katie Porter, une candidate progressiste qui estime que Walters ne défend que les plus fortunés. La républicaine pointe le faible taux de chômage et la croissance économique que connaît le pays. Le soir de l'élection, Walters est en tête mais des milliers de bulletins par correspondance restent à dépouiller. Près de 10 jours après les élections, Porter dispose d'une avance confortable et Walters reconnaît sa défaite.

## Positions politiques
Mimi Walters est perçue comme une républicaine pro-business et anti-taxe. Au Congrès, elle suit la ligne du Parti républicain, dont elle fait partie de l'équipe dirigeante. Elle vote ainsi pour l'abrogation de l'Obamacare et pour la réforme fiscale républicaine. Elle estime par ailleurs que le changement climatique est naturel et que l'homme n'en est pas responsable.
Elle fait campagne pour Jeb Bush lors des primaires présidentielles républicaines de 2016. Lorsque celui-ci se retire de la course, elle apporte son soutien à Marco Rubio.